# Sofía de Looz

Escudo de Armas del Ducado de Limburgo.

Sofía de Looz (en húngaro: Loozi Zsófia) (1050-1075) Reina Consorte de Hungría, esposa del rey Géza I de Hungría.
Según las fuentes húngaras, su padre era el Duque Arnolfo de Bélgica y Limburg, su madre por otra parte, era Luitgarda, una condesa de Namur. Sofía fue desposada cerca de 1065 por el príncipe húngaro Géza, hijo del fallecido rey Béla I de Hungría. De su matrimonio con Géza nacieron varios hijos, entre ellos el furturo rey Colomán de Hungría en 1071 y el príncipe Álmos el ciego alrededor de la fecha del anterior.
En 1074 su esposo Géza I fue coronado como rey húngaro y probablemente ella gobernó junto a él como su reina consorte. Sin embargo, en 1075 Géza tomó como esposa a la noble bizantina Sinodia, lo que sugiere que Sofía murió antes de esta fecha.
| Predecesor: Judit de Suabia | Reina Consorte de Hungría 1074-1075 | Sucesor: Sinodia |